# Liste der Stolpersteine in Verden (Aller)
Die Liste der Stolpersteine in Verden (Aller) gibt eine Übersicht über die vom Künstler Gunter Demnig verlegten Stolpersteine in Verden.
Die 10 × 10 × 10 cm großen Betonquader mit Messingtafel sind in den Bürgersteig vor jenen Häusern eingelassen, in denen die Opfer einmal zu Hause waren. Die Inschrift der Tafel gibt Auskunft über ihren Namen, ihr Alter und ihr Schicksal. Die Stolpersteine sollen dem Vergessen der Opfer der nationalsozialistischen Gewaltherrschaft entgegenwirken.

## Liste
| Name                            | Adresse                   | Bild | Inschrift | Verlegedatum  | Biografie und Anmerkungen |
| ------------------------------- | ------------------------- | --- | --- | ------------- | --- |
| Ernst Lilienstern               | Alter Borsteler Weg 22 ·  | | Hier wohnte Ernst Lilienstern Jg. 1917 'Schutzhaft' 1938 Gefängnis Verden Zwangsarbeit 1.8.1944 'Organisation Todt' entlassen 19.4.1945                                              |               | |
| Fritz Lilienstern               | Alter Borsteler Weg 22 ·  | | Hier wohnte Fritz Lilienstern Jg. 1917 eingewiesen 8.4.1938 zwangssterilisiert Krankenhaus Verden entlassen April 1936 Zwangsarbeit 1.8.1944 'Organisation Todt' entlassen 19.4.1945 |               | |
| Martha Lilienstern              | Alter Borsteler Weg 22 ·  | Stolperstein für Martha Lilienstern | Hier wohnte Martha Lilienstern Jg. 1885 deportiert 1942 Theresienstadt befreit/überlebt                                                                                              | 23. Apr. 2009 | |
| Johanna Pichet                  | Am Bürgerpark 5 ·         | Stolperstein für Johanna Pichet | Hier wohnte Johanna Pichet geb. Cohen Jg. 1872 deportiert 1942 Theresienstadt befreit/überlebt                                                                                       | 23. Apr. 2009 | |
| Bruno Weinberg                  | Anita-Augspurg-Platz 13 · | | Hier wohnte Bruno Weinberg Jg. 1914 Flucht 1935 Frankreich Palästina |               | |
| Laura Weinberg                  | Anita-Augspurg-Platz 13 · | | Hier wohnte Laura Weinberg geb. Beermann Jg. 1888 Flucht 1935 Frankreich Palästina                                                                                                   |               | |
| Louis Weinberg                  | Anita-Augspurg-Platz 13 · | | Hier wohnte Louis Weinberg Jg. 1887 Flucht 1935 Frankreich Palästina |               | |
| Luise Kuhlmann                  | Anita-Augspurg-Platz 13 · | | Hier wohnte Luise Kuhlmann geb. Dohrmann Jg. 1906 Gegnerin der NS-Diktatur verhaftet 8.11.1943 'Wehrkraftzersetzung' Gefängnis Verden 1945 Zuchthaus Cottbus entlassen 10.5.1945     |               | |
| Anna Horneffer                  | Artilleriestraße 66 a ·   | Stolperstein für Anna Horneffer | Hier wohnte Anna Horneffer Jg. 1915 deportiert 1940 Belzec überlebt | 16. Okt. 2007 | |
| Wilhelm Horneffer               | Artilleriestraße 66 a ·   | Stolperstein für Wilhelm Horneffer | Hier wohnte Wilhelm Horneffer Jg. 1911 deportiert 1940 Belzec überlebt | 16. Okt. 2007 | |
| Martha Winkelmann               | Bergstraße 17 ·           | | Hier wohnte Martha Winkelmann geb. Lange Jg. 1904 Zeuge Jehovas verhaftet 8.10.1937 Gefängnis Verden entlassen 1.4.1938                                                              |               | |
| Hermann Bünger                  | Bremer Straße 57 ·        | Stolperstein für Hermann Bünger | Hier wohnte Hermann Bünger Jg. 1898 verhaftet 1937 Sachsenhausen überlebt | 9. Apr. 2008  | |
| Leopold Bartels                 | Brückstraße 5 ·           | | Hier wohnte Leopold Bartels Jg. 1895 verhaftet 24.4.1942 Rundfunkverbrechen Gefängnis Verden Gefängnis Nienburg entlassen 31.7.1942 1943 Arbeitslager Liebenau entlassen 8.5.1943    |               | |
| Heinz Wetenkamp                 | Brunnenweg 5 ·            | Stolperstein für Heinz Wetenkamp | Hier wohnte Heinz Wetenkamp Jg. 1914 verhaftet 1943 Zuchthaus Hameln tot 24.12.1944                                                                                                  | 23. Apr. 2009 | |
| Anna Röhrs                      | Brunnenweg 65 ·           | Stolperstein für Anna Röhrs | Hier wohnte Anna Röhrs Jg. 1913 eingewiesen 1938 'Heilanstalt' Rotenburg/Wümme verlegt 1941 ermordet 16.2.1945 'Heilanstalt' Hadamar                                                 | 23. Apr. 2009 | |
| Käthe Böhne                     | Brunnenweg 113 ·          | | Hier wohnte Käthe Böhne geb. Cordes Jg. 1901 Zeuge Jehovas verhaftet 30.3.1938 Gefängnis Bremen entlassen 30.3.1939                                                                  |               | |
| Wilhelm Böhne                   | Brunnenweg 113 ·          | Stolperstein für Wilhelm Böhne | Hier wohnte Wilhelm Böhne Jg. 1896 verhaftet 1939 Sachsenhausen ermordet 13.4.1940                                                                                                   | 9. Apr. 2008  | |
| Friedrich Schoote               | Brunnenweg 117 ·          | Stolperstein für Friedrich Schoote | Hier wohnte Friedrich Schoote Jg. 1882 verhaftet Sachsenhausen überlebt | 23. Apr. 2009 | |
| Walther von Seydlitz-Kurzbach   | Burgberg 3 ·              | Stolperstein für Walther von Seydlitz-Kurzbach | Hier wohnte Walther von Seydlitz-Kurzbach Jg. 1888 Jan. 1943 sowjetische Gefangenschaft im Widerstand / NKFD Todesurteil Aug. 1944 in Abwesenheit überlebt                           | 9. Sep. 2022  | Älterer Stolperstein ging bei Bauarbeiten verloren. Neuverlegung im September 2022                                                      |
| Ingeborg von Seydlitz-Kurzbach  | Burgberg 3 ·              | Stolperstein für Ingeborg von Seydlitz-Kurzbach | Hier wohnte Ingeborg von Seydlitz-Kurzbach geb. Barth Jg. 1903 Sippenhaft 3.8.1944 Gestapogefängnis Bremen interniert Bad Reinerz entlassen 16.12.1944                               | 9. Sep. 2022  | |
| Mechthild von Seydlitz-Kurzbach | Burgberg 3 ·              | Stolperstein für Mechthild von Seydlitz-Kurzbach | Hier wohnte Mechthild von Seydlitz-Kurzbach verh. von Dallwitz Jg. 1925 Sippenhaft 5.8.1944 Gestapogefängnis Bremen interniert Bad Reinerz entlassen 16.12.1944                      | 9. Sep. 2022  | |
| Dietlind von Seydlitz-Kurzbach  | Burgberg 3 ·              | Stolperstein für Dietlind von Seydlitz-Kurzbach | Hier wohnte Dietlind von Seydlitz-Kurzbach Jg. 1927 Sippenhaft 5.8.1944 Gestapogefängnis Bremen interniert Bad Reinerz entlassen 16.12.1944                                          | 9. Sep. 2022  | |
| Ingrid von Seydlitz-Kurzbach    | Burgberg 3 ·              | Stolperstein für Ingrid von Seydlitz-Kurzbach | Hier wohnte Ingrid von Seydlitz-Kurzbach Jg. 1934 Sippenhaft 20.9.1944 NS-Volkswohlfahrt Kinderheim Bad Sachsa entlassen Jan 1945                                                    | 9. Sep. 2022  | |
| Ute von Seydlitz-Kurzbach       | Burgberg 3 ·              | Stolperstein für Ute von Seydlitz-Kurzbach | Hier wohnte Ute von Seydlitz-Kurzbach verh. Bairstow Jg. 1936 Sippenhaft 9.8.1944 NS-Volkswohlfahrt Kinderheim Bad Sachsa entlassen Jan 1945                                         | 9. Sep. 2022  | |
| Heinrich Hustedt                | Fabrikstraße 5 ·          | | Hier wohnte Heinrich Hustedt Jg. 1878 Zeuge Jehovas verhaftet 14.9.1937 Gefängnis Verden entlassen 14.3.1938 Berufsverbot bis 1941                                                   |               | |
| Meta Hustedt                    | Fabrikstraße 5 ·          | Stolperstein für Meta Hustedt | Hier wohnte Meta Hustedt geb. Metzscher Jg. 1882 verhaftet 1938 Ravensbrück ermordet 19.1.1940                                                                                       | 23. Apr. 2009 | |
| Heinrich Schlüter               | Fabrikstraße 5 ·          | Stolperstein für Heinrich Schlüter | Hier wohnte Heinrich Schlüter Jg. 1917 verhaftet 1937 Zuchthaus Brandenburg hingerichtet 1.10.1940                                                                                   | 23. Apr. 2009 | |
| Agathe Baumgarten               | Große Straße 29 ·         | Stolperstein für Agathe Baumgarten | Hier wohnte Agathe Baumgarten geb. Meyer-Liffgens Jg. 1893 deportiert 1941 Minsk ermordet Juli 1942                                                                                  | 16. Okt. 2007 | |
| Arnold Baumgarten               | Große Straße 29 ·         | Stolperstein für Arnold Baumgarten | Hier wohnte Arnold Baumgarten Jg. 1889 deportiert 1941 Minsk ermordet Juli 1942 | 16. Okt. 2007 | |
| Clara Baumgarten                | Große Straße 29 ·         | Stolperstein für Clara Baumgarten | Hier wohnte Clara Baumgarten geb. Bernhardt Jg. 1892 deportiert 1941 Minsk ermordet Juli 1942                                                                                        | 16. Okt. 2007 | |
| Paul Baumgarten                 | Große Straße 29 ·         | Stolperstein für Paul Baumgarten | Hier wohnte Paul Baumgarten Jg. 1882 deportiert 1941 Minsk ermordet Juli 1942 | 16. Okt. 2007 | |
| Ernst Probst                    | Große Straße 30 ·         | Stolperstein für Ernst Probst | Hier wohnte Ernst Probst Jg. 1896 verhaftet 1938 Sachsenhausen überlebt | 9. Apr. 2008  | |
| Emma Baumgarten                 | Große Straße 43 ·         | Stolperstein für Emma Baumgarten | Hier wohnte Emma Baumgarten Jg. 1881 deportiert 1942 Theresienstadt ermordet in Auschwitz                                                                                            | 16. Okt. 2007 | |
| Horst (Henry) Baumgarten        | Große Straße 43 ·         | Stolperstein für Horst (Henry) Baumgarten | Hier wohnte Horst Baumgarten Jg. 1924 deportiert 1943 Theresienstadt befreit April 1945 vom schwedischen Roten Kreuz                                                                 | 16. Mai 2011  | |
| Emil Heilbronn                  | Große Straße 43 ·         | Stolperstein für Emil Heilbronn | Hier wohnte Emil Heilbronn Jg. 1920 verhaftet 1938 Buchenwald deportiert 1943 Auschwitz ermordet 2.5.1945 Wüstegiersdorf/ Groß-Rosen                                                 | 16. Mai 2011  | |
| Eva Löwenstein                  | Große Straße 43 ·         | Stolperstein für Eva Löwenstein | Hier wohnte Eva Löwenstein Jg. 1936 deportiert 1941 Minsk ermordet Juli 1942 | 16. Okt. 2007 | |
| Manfred Löwenstein              | Große Straße 43 ·         | Stolperstein für Manfred Löwenstein | Hier wohnte Manfred Löwenstein Jg. 1938 deportiert 1941 Minsk ermordet Juli 1942 | 16. Okt. 2007 | |
| Max Löwenstein                  | Große Straße 43 ·         | Stolperstein für Max Löwenstein | Hier wohnte Max Löwenstein Jg. 1903 deportiert 1941 Minsk ermordet Juli 1942 | 16. Okt. 2007 | |
| Senta Löwenstein                | Große Straße 43 ·         | Stolperstein für Senta Löwenstein | Hier wohnte Senta Löwenstein geb. Katz Jg. 1910 deportiert 1941 Minsk ermordet Juli 1942                                                                                             | 16. Okt. 2007 | |
| Hans Hildesheimer               | Große Straße 55 ·         | Stolperstein für Hans Hildesheimer | Hier wohnte Hans Hildesheimer Jg. 1904 Flucht Frankreich Spanien Südamerika überlebt                                                                                                 | 13. Aug. 2012 | |
| Moritz Hildesheimer             | Große Straße 55 ·         | Stolperstein für Moritz Hildesheimer | Hier wohnte Moritz Hildesheimer Jg. 1866 gedemütigt/entrechtet boykottiert Geschäftsaufgabe 1936 Heimatort verlassen Hamburg tot 1936                                                | 13. Aug. 2012 | |
| Rosa Hildesheimer               | Große Straße 55 ·         | Stolperstein für Rosa Hildesheimer | Hier wohnte Rosa Hildesheimer geb. Kohn Jg. 1866 deportiert 1943 Theresienstadt tot 16.1.1944                                                                                        | 13. Aug. 2012 | |
| Henriette Goldschmidt           | Große Straße 56 ·         | Stolperstein für Henriette Goldschmidt | Hier wohnte Henriette Goldschmidt geb. Baumgarten Jg. 1877 deportiert 1941 Minsk ermordet Juli 1942                                                                                  | 16. Okt. 2007 | |
| Walter Goldschmidt              | Große Straße 56 ·         | Stolperstein für Walter Goldschmidt | Hier wohnte Walter Goldschmidt Jg. 1921 deportiert 1942 Auschwitz ermordet 19.8.1942                                                                                                 | 16. Mai 2011  | |
| Hanni Baumgarten                | Große Straße 56 ·         | | Hier wohnte Hanni Baumgarten verh. Friedman Jg. 1920 unfreiwillig verzogen 1939 Ahrensdorf Hachschara-Ausbildung Flucht 1940 Rumänien Palästina                                      |               | |
| Wilhelm Schäfer                 | Große Straße 62 ·         | | Hier wohnte Wilhelm Schäfer Jg. 1897 im Widerstand/KPD verhaftet 2.6.1934 Gefängnis Detmold entlassen 13.6.1934 Berufsverbot 1942                                                    |               | |
| Berta Schäfer                   | Große Straße 62 ·         | | Hier wohnte Berta Schäfer geb. Klose Jg. 1902 im Widerstand/KPD verhaftet 1.8.1934 Gefängnis Detmold entlassen 1935 1942 Zuchthaus Lübeck Flucht 30.3.1945                           |               | |
| Ernstadolf Schäfer              | Große Straße 62 ·         | | Hier wohnte Ernstadolf Schäfer Jg. 1934 drangsaliert/gedemütigt in der Schule |               | |
| Horst Schäfer                   | Große Straße 62 ·         | | Hier wohnte Horst Schäfer Jg. 1930 drangsaliert/gedemütigt am Domgymnasium |               | |
| Eugen Steinberg                 | Große Straße 65 ·         | | Hier wohnte Eugen Steinberg Jg. 1873 gedemütigt/entrechtet arisierung des Geschäftshauses unfreiwillig verzogen 1939 Hannover tot 27.7.1941                                          |               | |
| Paula Dannenberg                | Große Straße 76 ·         | Stolperstein für Paula Dannenberg | Hier wohnte Paula Dannenberg Jg. 1888 deportiert 1942 Izbica erschossen von SS November 1942                                                                                         | 16. Mai 2011  | |
| Betty Heidemann                 | Große Straße 76 ·         | Stolperstein für Betty Heidemann | Hier wohnte Betty Heidemann Jg. 1889 deportiert 1941 Minsk ermordet Juli 1942 | 16. Okt. 2007 | |
| Bertha Lehmann                  | Große Straße 76 ·         | Stolperstein für Bertha Lehmann | Hier wohnte Bertha Lehmann geb. Wertheim Jg. 1864 deportiert 1942 tot in Theresienstadt                                                                                              | 16. Okt. 2007 | |
| Cissy Wulff                     | Große Straße 76 ·         | Stolperstein für Cissy Wulff | Hier wohnte Cissy Wulff geb. Wertheim Jg. 1867 deportiert 1942 tot in Theresienstadt                                                                                                 | 16. Okt. 2007 | |
| Paul Jonas                      | Große Straße 80 ·         | Stolperstein für Paul Jonas | Hier wohnte Paul Jonas Jg. 1868 deportiert 1942 Theresienstadt tot 20.2.1944 | 16. Mai 2011  | |
| Margot Jonas                    | Große Straße 80 ·         | Stolperstein für Margot Jonas | Hier wohnte Margot Jonas Jg. 1911 deportiert 1942 Theresienstadt ermordet in Auschwitz                                                                                               | 16. Mai 2011  | |
| Rosette Jonas                   | Große Straße 80 ·         | Stolperstein für Rosette Jonas | Hier wohnte Rosette Jonas geb. Rothenburg Jg. 1875 deportiert 1942 Theresienstadt ermordet in Auschwitz                                                                              | 16. Mai 2011  | Der Geburtsname lautete „Rothenberg“ (Hinweis von Verwandten).                                                                          |
| Hans Jonas                      | Große Straße 80 ·         | | Hier wohnte Hans Jonas Jg. 1906 unfreiwillig verzogen 1936 Rostock sog. Schutzhaft 1938 Zuchthaus Alt-Strelitz Flucht 1939 Bolivien                                                  |               | |
| Walter Weinberg                 | Große Straße 80 ·         | Bild gesucht Die Wikipedia wünscht sich an dieser Stelle ein Bild vom hier behandelten Ort. Weitere Infos zum Motiv findest du vielleicht auf der Diskussionsseite . Falls du dabei helfen möchtest, erklärt die Anleitung , wie das geht. BW | Hier wohnte Walter Weinberg Jg. 1917 Flucht 1937 Palästina |               | |
| Ernst Philippsohn               | Große Straße 82/84 ·      | | Hier wohnte Ernst Philippsohn Jg. 1903 Flucht 1936 Holland Südafrika 1936 verurteilt in Abwesenheit                                                                                  |               | |
| Harry Herzberg                  | Große Straße 116 ·        | Stolperstein für Harry Herzberg | Hier wohnte Harry Herzberg Jg. 1875 deportiert 1941 Minsk ermordet Juli 1942 | 16. Okt. 2007 | |
| Minna Herzberg                  | Große Straße 116 ·        | Stolperstein für Minna Herzberg | Hier wohnte Minna Herzberg Jg. 1874 deportiert 1941 Minsk ermordet Juli 1942 | 16. Okt. 2007 | |
| Adolf Magnus                    | Große Straße 118 ·        | Stolperstein für Adolf Magnus | Hier wohnte Adolf Magnus Jg. 1864 deportiert 1942 Theresienstadt tot 28.5.1943 | 16. Mai 2011  | |
| Berthold Magnus                 | Große Straße 118 ·        | Stolperstein für Berthold Magnus | Hier wohnte Berthold Magnus Jg. 1898 deportiert 1941 Minsk ermordet Juli 1942 | 16. Okt. 2007 | |
| Erna Magnus                     | Große Straße 118 ·        | Stolperstein für Erna Magnus | Hier wohnte Erna Magnus Jg. 1902 deportiert 1943 ermordet in Auschwitz | 16. Mai 2011  | |
| Ilse Rothschild                 | Große Straße 118 ·        | | Hier wohnte Ilse Rothschild verh. Levy Jg. 1913 Flucht 1940 USA |               | |
| Johanna Rothschild              | Große Straße 118 ·        | | Hier wohnte Johanna Rothschild geb. Seitz Jg. 1887 ausgegrenzt/drangsaliert überlebt                                                                                                 |               | |
| Leopold Rothschild              | Große Straße 118 ·        | Stolperstein für Leopold Rothschild | Hier wohnte Leopold Rothschild Jg. 1888 deportiert 1.3.1945 Theresienstadt überlebt                                                                                                  | 16. Okt. 2007 | |
| Kurt Fraustädter                | Grüne Straße 33 ·         | | Hier wohnte Kurt Fraustädter Jg. 1906 Flucht 1934 Lettland Palästina |               | |
| Alex Blüthner                   | Grüne Straße 41 ·         | | Hier wohnte Alex Blüthner Jg. 1894 im Widerstand/SPD 'Schutzhaft' 1933 Gefängnis Verden Zwangsarbeit 1933 Schießpulverfabrik bis 1935                                                |               | |
| Friedrich Ellermann             | Hinter der Mauer 10 ·     | | Hier wohnte Friedrich Ellermann Jg. 1924 eingewiesen 1940 Psychiatrie Bremen 'verlegt' Heilanstalt Meseritz-Obrawalde ermordet 12.5.1944                                             |               | |
| Martha Braunsberg               | Hohe Leuchte 18 ·         | Stolperstein für Martha Braunsberg | Hier wohnte Martha Braunsberg geb. Pappe Jg. 1972 deportiert 1941 ermordet in Riga                                                                                                   | 16. Mai 2011  | |
| Julius Baumgarten               | Holzmarkt 10 ·            | Stolperstein für Julius Baumgarten | Hier wohnte Julius Baumgarten Jg. 1881 deportiert 1941 Minsk ermordet Juli 1942 | 16. Okt. 2007 | |
| Luise Baumgarten                | Holzmarkt 10 ·            | Stolperstein für Luise Baumgarten | Hier wohnte Luise Baumgarten geb. Jacobsohn Jg. 1881 deportiert 1941 Minsk ermordet Juli 1942                                                                                        | 16. Okt. 2007 | |
| Martha Baumgarten               | Holzmarkt 10 ·            | Stolperstein für Martha Baumgarten | Hier wohnte Martha Baumgarten Jg. 1921 deportiert 1941 Minsk ermordet Juli 1942 | 16. Okt. 2007 | |
| Siegfried Baumgarten            | Holzmarkt 10 ·            | | Hier wohnte Siegfried Baumgarten Jg. 1918 sog. Schutzhaft 1938 Gefängnis Verden Flucht 1939 Frankreich USA                                                                           |               | |
| Gertrud Jacobsohn               | Holzmarkt 10 ·            | Stolperstein für Gertrud Jacobsohn | Hier wohnte Gertrud Jacobsohn Jg. 1879 deportiert 1941 Minsk ermordet Juli 1942 | 16. Okt. 2007 | |
| Sigrid Hamann                   | Hospitalstraße 3 ·        | | Hier wohnte Sigrid Hamann Jg. 1928 eingewiesen 1933 Rotenburger Anstalten 'verlegt' 12.10.1941 Heilanstalt Uchtspringe ermordet 14.12.1941                                           |               | |
| Johann Placzek                  | Husarenstraße 9 ·         | | Hier wohnte Johann Placzek Jg. 1882 Gegner der NS-Diktatur verhaftet 9.2.1941 Gefängnis Verden Gefängnis Wesermünde-Lehe entlassen 10.4.1941                                         |               | |
| David Grünfeld                  | Johanniswall 7 ·          | Stolperstein für David Grünfeld | Hier wohnte David Grünfeld Jg. 1897 ausgewiesen 28.10.1938 nach Polen Ghetto Warschau ermordet                                                                                       | 9. Apr. 2008  | |
| Ernst Grünfeld                  | Johanniswall 7 ·          | Stolperstein für Ernst Grünfeld | Hier wohnte Ernst Grünfeld Jg. 1926 ausgewiesen 28.10.1938 nach Polen Ghetto Warschau ermordet                                                                                       | 9. Apr. 2008  | |
| Hanna Grünfeld                  | Johanniswall 7 ·          | Stolperstein für Hanna Grünfeld | Hier wohnte Hanna Grünfeld Jg. 1936 ausgewiesen 28.10.1938 nach Polen Ghetto Warschau ermordet                                                                                       | 9. Apr. 2008  | |
| Manfred Grünfeld                | Johanniswall 7 ·          | Stolperstein für Manfred Grünfeld | Hier wohnte Manfred Grünfeld Jg. 1928 ausgewiesen 28.10.1938 nach Polen Ghetto Warschau ermordet                                                                                     | 9. Apr. 2008  | |
| Rosa-Frieda Grünfeld            | Johanniswall 7 ·          | Stolperstein für Rosa-Frieda Grünfeld | Hier wohnte Rosa-Frieda Grünfeld geb. Goldberg Jg. 1906 ausgewiesen 28.10.1938 nach Polen Ghetto Warschau ermordet                                                                   | 9. Apr. 2008  | |
| Leo Braaf                       | Johanniswall 21 ·         | Stolperstein für Leo Braaf | Hier wohnte Leo Braaf Jg. 1891 unfreiwillig verzogen 1939 Holland interniert Westerbork deportiert 1942 Auschwitz ermordet 29.2.1944                                                 | 13. Aug. 2012 | |
| Inge Alexander                  | Johanniswall 21 ·         | Stolperstein für Inge Alexander | Hier wohnte Inge Alexander Jg. 1924 deportiert 1942 ermordet in Auschwitz | 16. Mai 2011  | |
| Levi Alexander                  | Johanniswall 21 ·         | Stolperstein für Levi Alexander | Hier wohnte Levi Alexander Jg. 1860 deportiert 1942 ermordet in Auschwitz | 16. Mai 2011  | |
| Selma Braaf                     | Johanniswall 21 ·         | Stolperstein für Selma Braaf | Hier wohnte Selma Braaf geb. Alexander Jg. 1894 deportiert 1942 ermordet in Auschwitz                                                                                                | 16. Mai 2011  | |
| Heinrich Giesges                | Kleine Fischerstraße 16 · | Stolperstein für Heinrich Giesges | Hier wohnte Heinrich Giesges Jg. 1899 eingewiesen 1935 'Heilanstalt' Rotenburg/Wümme verlegt 1941 ermordet 3.4.1944 'Heilanstalt' Kaufbeuren                                         | 23. Apr. 2009 | |
| Ella Rosenbach                  | Lindhooper Straße 10 ·    | Stolperstein für Ella Rosenbach | Hier wohnte Ella Rosenbach geb. Silberberg Jg. 1884 deportiert 1941 Minsk ermordet Juli 1942                                                                                         | 16. Okt. 2007 | |
| Fredy Rosenbach                 | Lindhooper Straße 10 ·    | | Hier wohnte Fredy Rosenbach Jg. 1911 Flucht 1938 Argentinien |               | |
| Heinz Rosenbach                 | Lindhooper Straße 10 ·    | | Hier wohnte Heinz Rosenbach Jg. 1911 Flucht 1938 Argentinien |               | |
| Moses 'Adolf'Rosenbach          | Lindhooper Straße 10 ·    | Stolperstein für Moses 'Adolf' Rosenbach | Hier wohnte Moses 'Adolf' Rosenbach Jg. 1877 deportiert 1941 Minsk ermordet Juli 1942                                                                                                | 16. Okt. 2007 | |
| Robert Manske                   | Lindhooper Straße 70 ·    | | Hier wohnte Robert Manske Jg. 1906 im Widerstand/KPD seit 1933 mehrmals 'Schutzhaft' Gefängnis Verden entlassen 5.8.1936                                                             |               | |
| Hermann Eggers                  | Lindhooper Straße 78 ·    | | Hier wohnte Hermann Eggers Jg. 1896 im Widerstand/SPD 'Schutzhaft' 1933 Gefängnis Verden entlassen Mai 1933                                                                          |               | |
| Robert Becker                   | Meldauer Berg 13 ·        | | Hier wohnte Robert Becker Jg. 1891 im Widerstand/KPD 'Schutzhaft' 1933 Gefängnis Verden entlassen 1933                                                                               |               | |
| Wilhelm Nullmeier               | Mühlenberg 14 ·           | Stolperstein für Wilhelm Nullmeier | Hier wohnte Wilhelm Nullmeier Jg. 1895 eingewiesen 1939 'Heilanstalt' Rotenburg/Wümme verlegt 1941 ermordet 20.8.1944 'Heilanstalt' Kaufbeuren                                       | 23. Apr. 2009 | |
| Mathilde Rappe                  | Mühlentor 1 ·             | Stolperstein für Mathilde Rappe | Hier wohnte Mathilde Rappe Jg. 1907 eingewiesen 1912 'Heilanstalt' Rotenburg/Wümme verlegt 1941 ermordet 3.2.1944 'Heilanstalt' Kaufbeuren                                           | 23. Apr. 2009 | |
| Georg Lieberknecht              | Mühlentor 21 ·            | | Hier wohnte Georg Lieberknecht Jg. 1876 im Widerstand/SPD verhaftet 2.5.1933 Gefängnis Verden entlassen 19.10.1933 1934 Gefängnis Verden entlassen 13.6.1934                         |               | |
| Jonny Kettler                   | Nonnenkamp 7 ·            | | Hier wohnte Jonny Kettler Jg. 1910 eingewiesen 1941 Rotenburger Anstalten 'verlegt' 30.9.1941 Heilanstalt Sorau ermordet 6.12.1941                                                   |               | |
| Pola Fogel                      | Obere Straße 57 ·         | | Hier wohnte Pola Vogel Jg. 1927 Pseudonym Lucina Gorgas Polen seit 1942 Zwangsarbeit befreit                                                                                         |               | |
| Ella Drewes                     | Osterkrug 6 ·             | | Hier wohnte Ella Drewes Jg. 1908 eingewiesen 1941 Heilanstalt Günzburg 'verlegt' 5.1.1944 Heilanstalt Kaufbeuren überlebt                                                            |               | |
| Wilma Drewes                    | Osterkrug 6 ·             | Stolperstein für Wilma Drewes | Hier wohnte Wilma Drewes Jg. 1906 eingewiesen 1922 Rotenburger Anstalten verlegt 1941 Heilanstalt Günzburg verlegt 1944 Heilanstalt Kaufbeuren ermordet 22.12.1944                   | 16. Mai 2011  | |
| Kurt Speier                     | Ostertorstraße 10 ·       | Stolperstein für Kurt Speier | Hier wohnte Kurt Speier Jg. 1910 deportiert 1943 Sobibor ermordet 28.5.1943 | 16. Mai 2011  | |
| Martha Speier                   | Ostertorstraße 10 ·       | Stolperstein für Martha Speier | Hier wohnte Martha Speier geb. Simon Jg. 1887 Flucht 1937 Holland interniert Westerbork deportiert 1943 Auschwitz ermordet 17.9.1943                                                 | 16. Mai 2011  | |
| Max Speier                      | Ostertorstraße 10 ·       | | Hier wohnte Max Speier Jg. 1883 gedemütigt/entrechtet tot 16.6.1936 |               | |
| Merry Salomon                   | Ostertorstraße 10 ·       | Stolperstein für Merry Salomon | Hier wohnte Merry Salomon geb. Speier Jg. 1907 Flucht Holland interniert Westerbork deportiert 1944 Bergen-Belsen ermordet in Auschwitz                                              | 13. Aug. 2012 | |
| Ferdinand Hartje                | Piepenbrink 8a ·          | Stolperstein für Ferdinand Hartje | Hier wohnte Ferdinand Hartje Jg. 1892 verhaftet Sachsenhausen ermordet 20.3.1943 | 23. Apr. 2009 | |
| Fritz Hartje                    | Piepenbrink 8a ·          | | Hier wohnte Fritz Hartje Jg. 1900 verhaftet 6.4.1939 'Heimtücke gegen Staat und Partei' 1939 Gefängnis Verden Zuchthaus Bremen entlassen 5.9.1939                                    |               | |
| Emma Rosenbach                  | Predigerstraße 11 ·       | Stolperstein für Emma Rosenbach | Hier wohnte Emma Rosenbach Jg. 1884 deportiert 17.11.1941 Minsk ermordet Juli 1942                                                                                                   | 9. Apr. 2008  | Das Geburtsjahr ist in den Unterlagen und auf dem Stein mit 1884 falsch angegeben. Quelle: Geburtsurkunde Standesamt Langwedel 20/1881. |
| Frieda Spanier                  | Predigerstraße 11 ·       | Stolperstein für Frieda Spanier | Hier wohnte Frieda Spanier Jg. 1873 deportiert 17.11.1941 Minsk ermordet Juli 1942                                                                                                   | 9. Apr. 2008  | |
| Hans Spanier                    | Predigerstraße 11 ·       | Stolperstein für Hans Spanier | Hier wohnte Hans Spanier Jg. 1901 deportiert 17.11.1941 Minsk ermordet in Gross-Rosen                                                                                                | 9. Apr. 2008  | |
| Hertha Spanier                  | Predigerstraße 11 ·       | Stolperstein für Hertha Spanier | Hier wohnte Hertha Spanier geb. Hirschberg Jg. 1908 deportiert 17.11.1941 Minsk ermordet Juli 1942                                                                                   | 9. Apr. 2008  | |
| Martin Spanier                  | Predigerstraße 11 ·       | Stolperstein für Martin Spanier | Hier wohnte Martin Spanier Jg. 1899 deportiert 17.11.1941 Minsk überlebt | 9. Apr. 2008  | |
| Selma Johanna Spanier           | Predigerstraße 11 ·       | Stolperstein für Selma Johanna Spanier | Hier wohnte Selma Johanna Spanier Jg. 1940 deportiert 17.11.1941 Minsk ermordet Juli 1942                                                                                            | 9. Apr. 2008  | |
| Hildegard Aronstein             | Predigerstraße 11 ·       | Stolperstein für Hildegard Aronstein | Hier wohnte Hildegard Aronstein geb. Spanier Jg. 1904 deportiert 1941 Minsk ermordet Juli 1942                                                                                       | 13. Aug. 2012 | |
| Laura Löbenstein                | Predigerstraße 11 ·       | Stolperstein für Laura Löbenstein | Hier wohnte Laura Löbenstein Jg. 1872 deportiert 1941 Minsk ermordet Juli 1942 | 13. Aug. 2012 | |
| Adolf Wittig                    | Ritterstraße 6 ·          | Stolperstein für Adolf Wittig | Hier wohnte Adolf Wittig Jg. 1878 verhaftet 1938 Sachsenhausen überlebt | 16. Okt. 2007 | |
| Wilhelm Hölker                  | Sandberg 3 ·              | Stolperstein für Wilhelm Hölker | Hier wohnte Wilhelm Hölker Jg. 1902 eingewiesen 1927 'Heilanstalt' Rotenburg/Wümme verlegt 1941 ermordet 21.8.1941 'Heilanstalt' Weilmünster                                         | 23. Apr. 2009 | |
| Ilse-Lotte Stern                | Stifthofstraße 1 ·        | Stolperstein für Ilse-Lotte Stern | Hier wohnte Ilse-Lotte Stern Jg. 1910 deportiert 17.11.1941 Minsk ermordet Juli 1942                                                                                                 | 9. Apr. 2008  | |
| Max Stern                       | Stifthofstraße 1 ·        | Stolperstein für Max Stern | Hier wohnte Max Stern Jg. 1876 deportiert 17.11.1941 Minsk ermordet Juli 1942 | 9. Apr. 2008  | |
| Rosa Stern                      | Stifthofstraße 1 ·        | Stolperstein für Rosa Stern | Hier wohnte Rosa Stern geb. Tannenbaum Jg. 1880 deportiert 17.11.1941 Minsk ermordet Juli 1942                                                                                       | 9. Apr. 2008  | |
| Joseph Goldschmidt              | Stifthofstraße 3 ·        | Stolperstein für Joseph Goldschmidt | Hier wohnte Joseph Goldschmidt Jg. 1884 verhaftet 1939 Sachsenhausen tot Jan. 1940                                                                                                   | 16. Okt. 2007 | |
| Frieda Katzenberg               | Stifthofstraße 7/9 ·      | Stolperstein für Frieda Katzenberg | Hier wohnte Frieda Katzenberg geb. Hammerschlag Jg. 1880 deportiert 1941 ermordet in Riga                                                                                            | 16. Mai 2011  | |
| Ernst Max Katzenberg            | Stifthofstraße 7/9 ·      | | Hier wohnte Ernst Max Katzenberg Jg. 1904 sog. Schutzhaft 1938 Gefängnis Verden Flucht 1939 Shanghai                                                                                 |               | |

Anzahl der gelisteten Stolpersteine: 89, davon mit Bild: 89 (100 %).